# Federal Reserve Bank Building

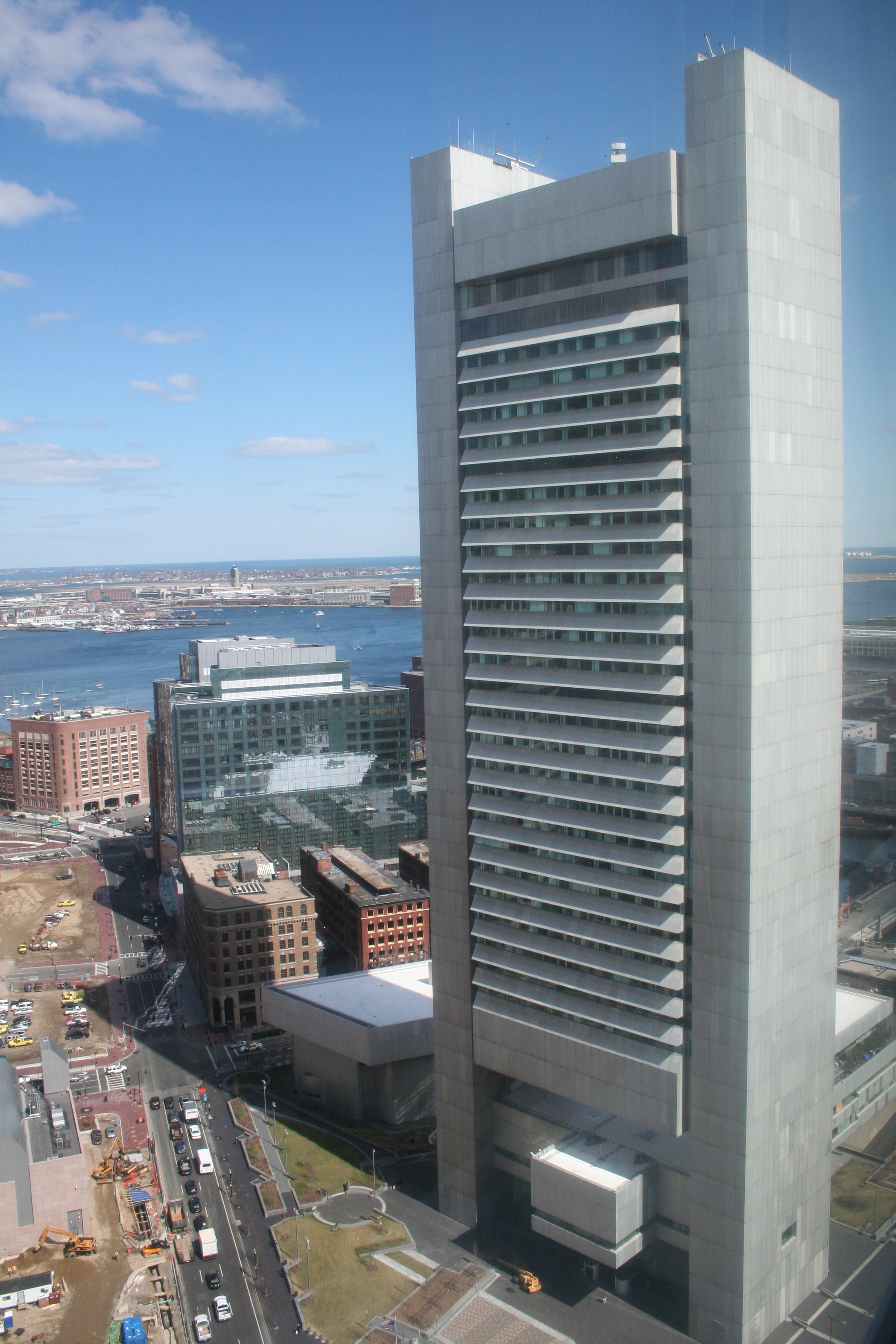

Le Federal Reserve Bank Building est un gratte-ciel situé à Boston, dans le Massachusetts, au nord-est des États-Unis. 
Il a été construit en 1976 sur les plans de l'architecte Hugh Stubbins Jr pour la Réserve fédérale des États-Unis. La tour comporte 32 étages pour une hauteur de 187 mètres et se place ainsi en troisième place des buildings les plus hauts de Boston.